# 土佐國分寺
土佐國分寺（とさこくぶんじ）是位在日本高知縣南國市的真言宗智山派寺院。山號「摩尼山」（まにざん）。本尊千手觀世音菩薩、開基（創立者）為行基。四國八十八箇所靈場之第二十九番札所。

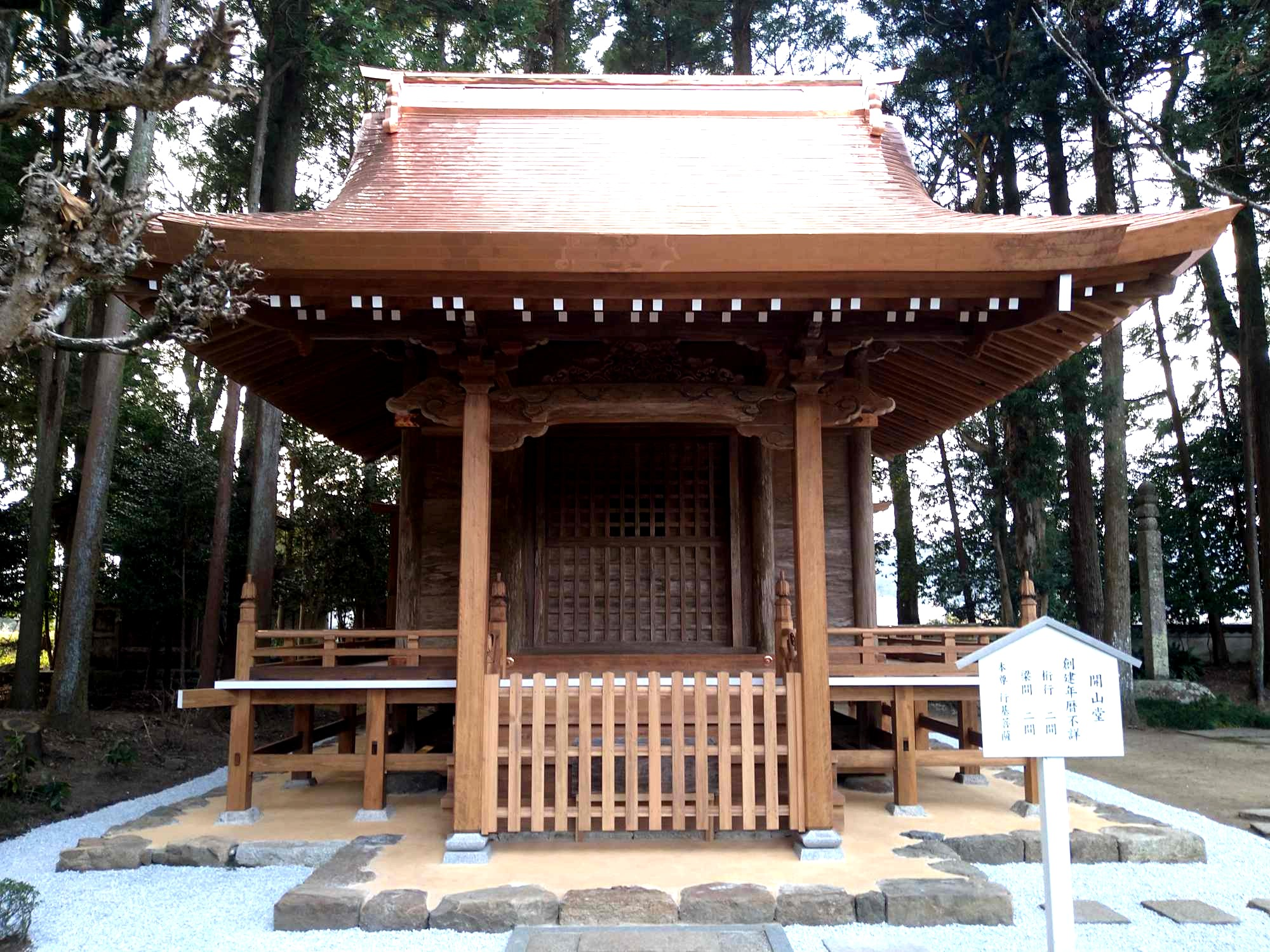
開山堂

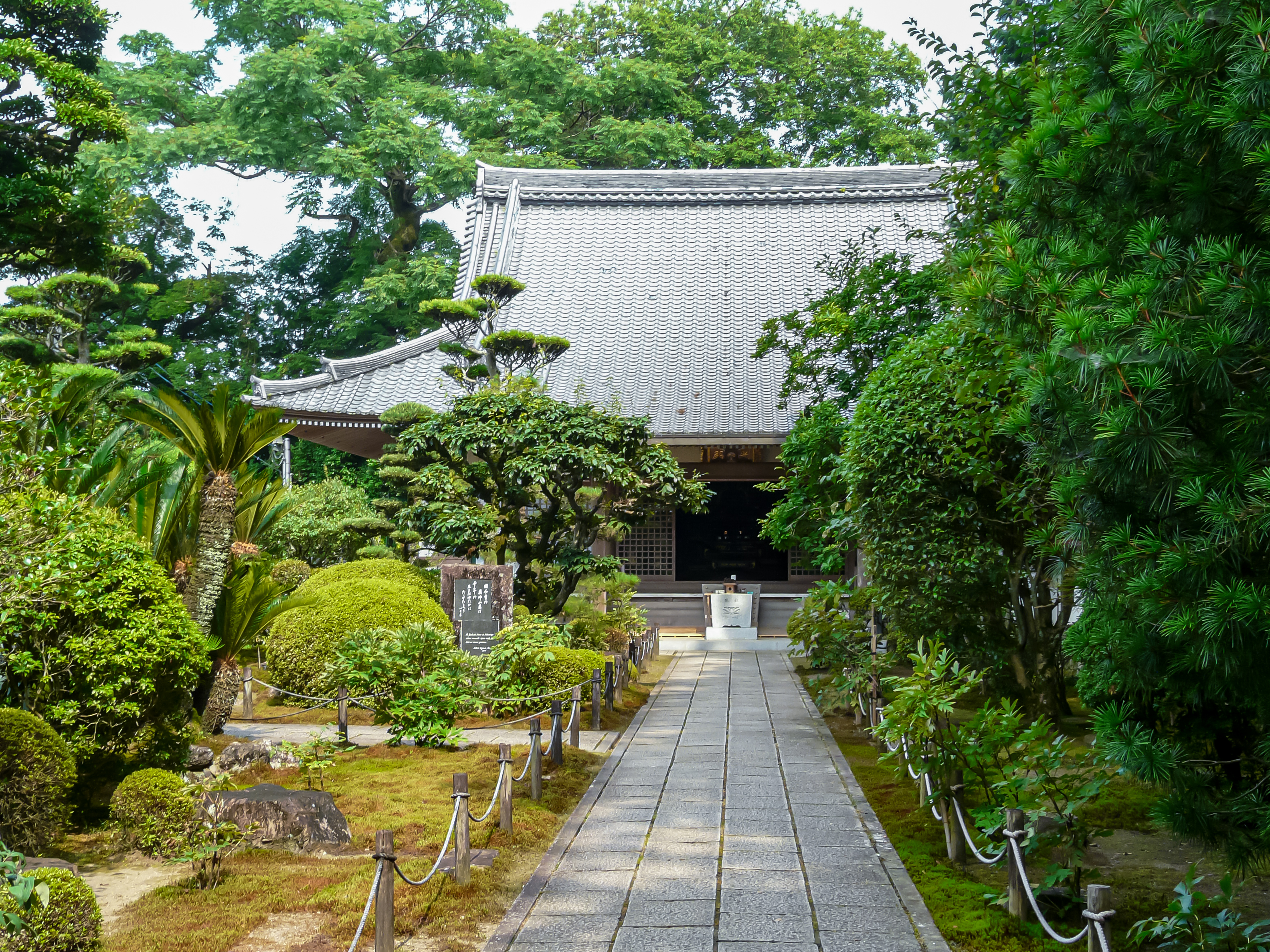
光明殿

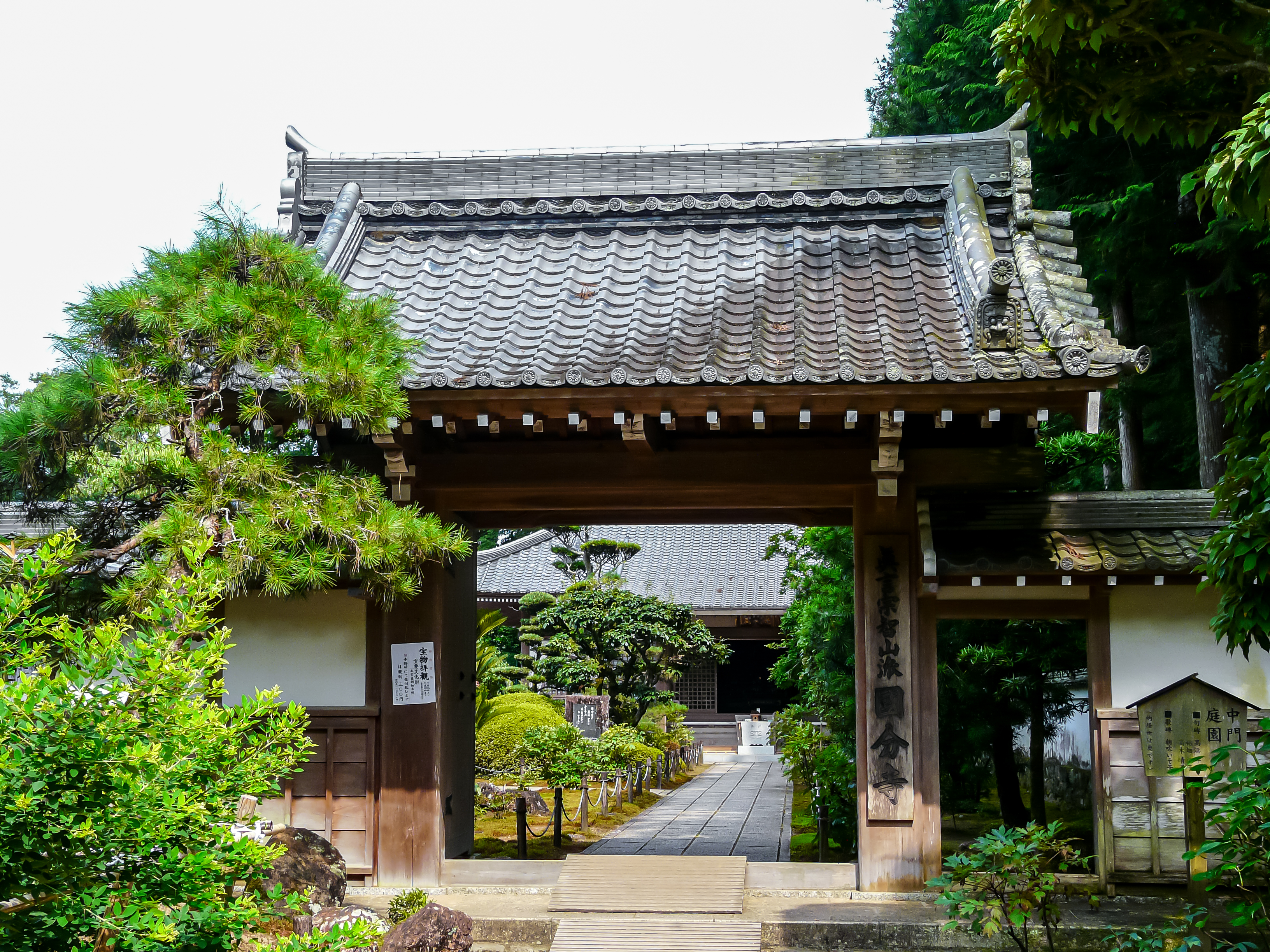
中門

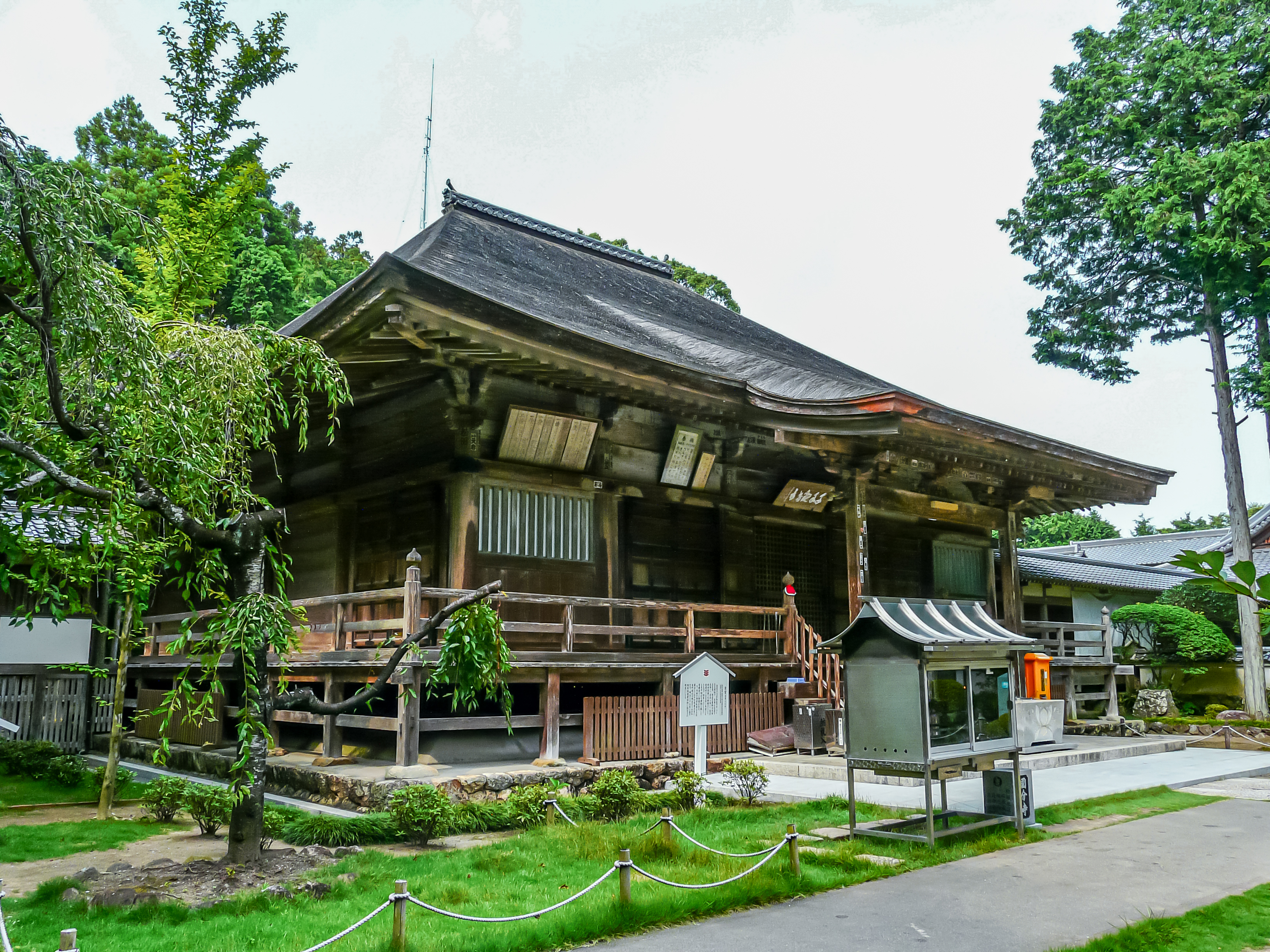
金堂

## 歷史
天平13年（741年），聖武天皇發布「國分寺建立之詔」，在諸國建立的國分寺之一。

## 前後札所
四國八十八箇所
28 大日寺 --(9.3km)--  29 國分寺 --(6.9km)-- 30 善樂寺

## 關連項目
- 國分寺

## 外部連結
- 土佐國分寺（页面存档备份，存于）
- 土佐國分寺（页面存档备份，存于）